# Liste des préfets du Cantal

## Consulat et Premier Empire (An VIII- 1815)
| Période            | Période | Identité                                | Fonction précédente              | Observation                         |
| ------------------ | ------- | --------------------------------------- | -------------------------------- | ----------------------------------- |
| 11 ventôse an VIII | 1810    | François Marie Joseph Riou de Kersalaün | Membre du Conseil des Cinq-Cents |                                     |
| 18 août 1810       | 1815    | Paul Sabatier de Lachadenède            | Sous-préfet de Castres           | Maintenu à la première Restauration |

## Première Restauration
| Période      | Période | Identité                     | Fonction précédente    | Observation                         |
| ------------ | ------- | ---------------------------- | ---------------------- | ----------------------------------- |
| 18 août 1810 | 1815    | Paul Sabatier de Lachadenède | Sous-préfet de Castres | Préfet de la Moselle (11 août 1815) |

## Cent-Jours
| Période      | Période | Identité           | Fonction précédente           | Observation                          |
| ------------ | ------- | ------------------ | ----------------------------- | ------------------------------------ |
| 6 avril 1815 | 1815    | Mathieu de Lesseps | Commissaire impérial à Corfou | Consul général à Philadelphie (1819) |

## Seconde Restauration (1815-1830)
Liste des préfets de la Seconde Restauration (1815-1830)
- François-Jacques Locard (1815-1818)
- Victor Le Clerc de Juigné (1818-1820), passe à la préfecture du Cher[1] ;
- Jean-André Sers (1820-1828) ;
- Philippe Brunet de Castalpers de Panat (1828-1830) ;

## Monarchie de Juillet (1830-1848)
Liste des préfets de la monarchie de Juillet (1830-1848)
- Armand Carrel (27 août - 2 septembre 1830)
- Antoine-Joseph Guitard (2 septembre 1830 - 21 janvier 1833) ;
- François Désiré Édouard Delamarre (1833-1840) ;
- Francisque Petit de Bantel (1840-1845) ;
- Gilbert Henry Amable Cournon (1846-1847) ;
- Antoine Aimé Alphonse de Contencin (1847-1848) ;

## Deuxième République (1848-1851)
Commissaires du Gouvernement provisoire de 1848 (1848-1851)
- Joseph Salarnier (2 - 28 juin 1849)
- Auguste Malher (28 juin 1849 - 1850)
- Ennemond Adolphe Théodore Fournier (1850-1851)

## Second Empire (1851-1870)
Liste des préfets du Second Empire (1851-1870)
- Léopold Bourlon de Rouvre (26 novembre 1851 - 9 avril 1853)
- Pierre Marie Baylin (dit Baylin de Monbel) (9 avril 1853 - 31 octobre 1854)(mort en fonction) ;
- Alphonse Charles Mathurin Paillard[2] (1854-1858) ;
- Constantin Arnoux de Maison-Rouge (1858-1865) ;
- Pierre-Henri-François-Léopold Conrad (1865-1869) ;
- Étienne Eugène Stanislas Somain (aussi: Soumain)(1869-1870)

## Troisième République (1870-1940)
Liste des préfets de la IIIe République (1870-1940)
- Gustave Vapereau (1870-1871)
- Pierre-Marie-Étienne Bérard de Chazelles (1871-1876)
- Antoine Simon Adolphe Poizat (1876-1876)
- Oscar de Poli (1877-1877)
- Alphonse Pinède (1877-1879)
- Alexandre Pierre François Vimont (1879-1881)
- Henri Charles Antoine Alexandre Victor Amédée Déron (1881-1884)
- Henri Lozé (1884-1885)
- A. André (1885-1888)
- J. Girard de Vasson (1888-1889)
- F. Grelot (1889-1881)
- Al. Bluzet (1891-1895)
- Ad. Bonnet (1895-1896)
- Fr. Ladrat (1896-1898)
- M. Grégoire (1898-1900)
- H. Huard (1900-1902)
- Fr. Ramonet (1902-1904)
- G. Gélinet (1904-1906)
- Ed. Duclos (1906-1909)
- Pierre Linarès (1909-1910)
- Maurice Hélitas (1910-1917)
- Émile Riom (1917-1920)
- Serge Gas (1920-1924)
- Eugène Simoneau (1924-1926)
- André Gaussorgues (1926-1929)
- Léon Bosney (1929-1934)
- Jean Mativat (1934-1940)

## Régime de Vichy sous l'Occupation (1940-1944)
| Période | Période | Identité | Fonction précédente | Observation |
| ------- | ------- | --- | ------------------- | ----------- |
|         |         | Cette section est vide, insuffisamment détaillée ou incomplète. Votre aide est la bienvenue ! Comment faire ? |                     |             |

## République du Gouvernement provisoire de la République française et de la Quatrième République (1944-1958)
| Période | Période | Identité | Fonction précédente | Observation |
| ------- | ------- | --- | ------------------- | ----------- |
|         |         | Cette section est vide, insuffisamment détaillée ou incomplète. Votre aide est la bienvenue ! Comment faire ? |                     |             |

## Cinquième République (depuis 1958)
| Période           | Période           | Identité                      | Fonction précédente | Observation                                                  |
| ----------------- | ----------------- | ----------------------------- | --- | ------------------------------------------------------------ |
| 14 novembre 1963  | 13 septembre 1967 | Maurice Paraf                 | Chargé de mission au cabinet du Ministre de la Construction Pierre Sudreau                                                                  | Préfet délégué du Val-d'Oise                                 |
| 31 décembre 1971  | 17 mars 1975      | Laurent Clément               | Sous-préfet de Saint-Malo | Nommé Directeur du cabinet du préfet de police de Paris      |
| 13 décembre 1978  | 16 juillet 1981   | Louis Veaux                   | | Nommé hors cadre                                             |
| 16 juillet 1981   | juillet 1982      | Jacques Guerin                | Préfet des Deux-Sèvres | Nommé préfet de Saône-et-Loire                               |
| juillet 1982      | 17 janvier 1984   | Maurice Saborin               | | Nommé préfet de Guadeloupe                                   |
| 17 janvier 1984   | 6 février 1986    | Helene Blanc                  | | Nommé préfète de l'Orne                                      |
| 6 février 1986    |                   | Daniel Constantin             | | Nommé préfet de la Drôme                                     |
| 2 novembre 1987   | 5 avril 1990      | Michel Morin                  | |                                                              |
| 5 avril 1990      | 12 octobre 1992   | Bernard Boubé                 | | Nommé préfet de la Corrèze                                   |
| 12 octobre 1992   | 1er août 1996     | Marie-Françoise Haye-Guillaud | Secrétaire général de la préfecture du Val-d'Oise                                                                                           | Nommé préfet du Cher                                         |
| 1er août 1996     | 29 octobre 1997   | Philippe Pondaven             | Sous-préfet de Dieppe | Nommé préfet de la Nièvre                                    |
| 29 octobre 1997   | 31 juillet 2001   | Nicolas Desforges             | Préfet chargé d’une mission de service public relevant du gouvernement                                                                      | Nommé préfet d'Eure-et-Loir                                  |
| 31 juillet 2001   | 10 juillet 2003   | Philippe Rey                  | Directeur de l'administration à la préfecture de Paris                                                                                      |                                                              |
| 10 juillet 2003   | 18 juillet 2005   | Alain Rigolet                 | | Nommé préfet de Tarn-et-Garonne                              |
| 18 juillet 2005   | 29 octobre 2007   | Jean François Delage          | Administrateur civil | Nommé préfet des Hautes-Pyrénées                             |
| 29 octobre 2007   | 7 octobre 2010    | Paul Mourier                  | Préfet de la Lozère | Nommé préfet du Var                                          |
| 8 novembre 2010   | 31 janvier 2013   | Marc-René Bayle               | | Nommé préfet hors cadre                                      |
| 31 janvier 2013   | 18 septembre 2014 | Jean-Luc Combe                | Administrateur territorial | Nommé préfet de l'Aveyron                                    |
| 18 septembre 2014 | 13 octobre 2016   | Richard Vignon                | Préfet délégué pour la sécurité et la défense du préfet de la région Lorraine                                                               | Nommé préfet du Jura                                         |
| 13 octobre 2016,  | 24 août 2020,     | Isabelle Sima                 | Préfète chargée d'une mission de service public relevant du Gouvernement                                                                    | Affectée au secrétariat général du ministère de l’Intérieur. |
| 24 août 2020,     | 23 août 2022      | Serge Castel                  | Directeur départemental des territoires et de la mer des Alpes-Maritimes.                                                                   | Nommé préfet du Jura                                         |
| 23 août 2022      | 1er octobre 2024  | Laurent Buchaillat            | Administrateur général de l'Etat hors classe, secrétaire général pour les affaires régionales auprès du préfet de la région Hauts-de-France | nommé préfet du Tarn                                         |
| 23 octobre 2024   | En cours          | Philippe Loos                 | secrétaire général de la préfecture des Alpes-Maritimes                                                                                     |                                                              |